# 米洪基
49°28′7″N 27°30′20″E / 49.46861°N 27.50556°E
米洪基（烏克蘭語：Михунки）是位於烏克蘭西部的村莊，由赫梅利尼茨基州裡赫梅利尼茨基區的萊蒂奇夫市鎮負責管轄。該村面積0.46平方公里，海拔高度303米，2001年人口65，人口密度每平方公里142.9人。